# ریجی ناکاجیما
ریجی ناکاجیما (انگلیسی: Reiji Nakajima؛ زادهٔ ۲۸ ژوئن ۱۹۷۹) بازیکن فوتبال اهل ژاپن است.